# Join UP!
Join UP! — багатопрофільний український туроператор з головним офісом у Києві. Одна з найбільших туристичних компаній України.

## Історія
Компанія заснована як турагентство в 2001 році. 2010 року компанія отримала статус туроператора.

Згодом компанія відкрила філії в Запоріжжі, Харкові, Одесі, Дніпрі та Львові. 2014 року компанія вийшла на ринок Молдови і Азербайджану та відкрила своє представництво в Кишиневі і Баку.

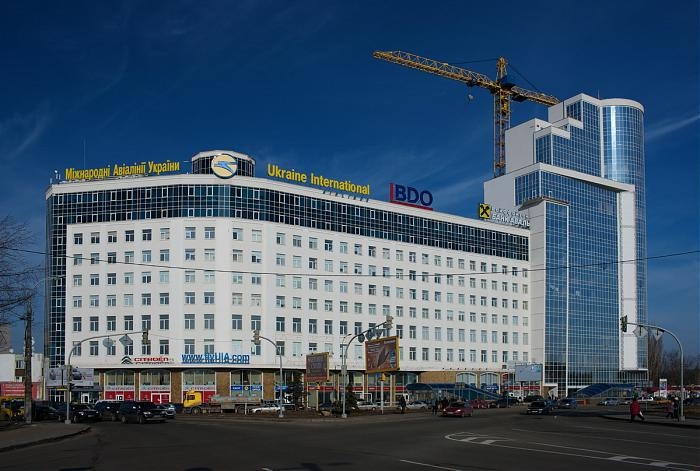
Головний офіс компанії: м. Київ, Харківське шосе 201/203–2А

Станом на початок 2018 року компанія мала:
- 40 напрямків;
- протягом 2019 року відправив за кордон понад мільйон туристів;[3]
- офіси в 6-ти містах;
- 500 співробітників;
- 115 туристичних агенцій в 48 містах України (зокрема 23 офіси у Києві та 5 у Львові);
- є одним із найбільших замовників чартерних рейсів.

## Статистика
Компанія є найбільшим туроператором України та станом на 2018 рік займала 30 % ринку виїзного туризму держави. Послугами компанії 2018 року скористалося 902,6 тис. осіб, з яких 878,4 тис. — українці, які подорожують за кордон, що є найвищим показником серед українських туроператорів.
У 2019 послугами туроператора Join UP! скористалися 1,01 млн туристів, що на 11% більше, ніж у 2018 році. У п’ятірку найпопулярніших напрямків у 2019 році увійшли Єгипет, Туреччина, Іспанія, ОАЕ і Кіпр.
Туристична компанія Join UP! за три сезони вклала в розвиток внутрішнього туризму в Україні 60 мільйонів гривень.
| Рік  | Туреччина            | Єгипет               | Болгарія             | ОАЕ                  | Греція               | Іспанія              | Чорногорія           | Шрі Ланка            | Туніс                | Кіпр                 |
| ---- | -------------------- | -------------------- | -------------------- | -------------------- | -------------------- | -------------------- | -------------------- | -------------------- | -------------------- | -------------------- |
| 2015 | 4 місце (18 % ринку) | 2 місце              | 2 місце              | 1 місце (50 % ринку) | 4 місце              | 2 місце              | 1 місце (45 % ринку) | 1 місце (80 % ринку) | 3 місце              | 3 місце              |
| 2016 | 2 місце (27 % ринку) | 2 місце (32 % ринку) | 1 місце (30 % ринку) |                      | 6 місце (5 % ринку)  | 2 місце (16 % ринку) | 1 місце (30 % ринку) | 2 місце              | 1 місце (80 % ринку) | 3 місце (19 % ринку) |
| 2017 | 1 місце (30 % ринку) | 1 місце (39 % ринку) | 1 місце (35 % ринку) |                      |                      | 2 місце (22 % ринку) | 1 місце (59 % ринку) | 1 місце (61 % ринку) |                      | 1 місце (22 % ринку) |
| 2018 |                      | 1 місце (45 % ринку) | 1 місце (24 % ринку) |                      | 9 місце              | 2 місце (30 %)       | 1 місце (35 % ринку) |                      |                      | 2 місце (34 % ринку) |
| 2019 | 4 місце (11 % ринку) | 1 місце (37 % ринку) | 2 місце (21 % ринку) | 3 місце (16 % ринку) | 5 місце (10 % ринку) | 1 місце (39 % ринку) |                      |                      | 1 місце (59 % ринку) | 1 місце (50 % ринку) |

## SkyUP
Компанія володіє авіакомпанією SkyUp, яка була заснована 2017 року та почала здійснювати польоти у травні 2018 року.